# Shingle Springs
Shingle Springs is een plaats in El Dorado County in Californië in de VS.

## Geografie
Shingle Springs bevindt zich op 38°39′55″Noord, 120°56′50″West. De totale oppervlakte bedraagt 13,5 km² (5,2 mijl²) waarvan slechts 0,19% water is.

## Demografie
Volgens de census van 2000 bedroeg de bevolkingsdichtheid 195,9/km² (507,4/mijl²) en bedroeg het totale bevolkingsaantal 2643 dat bestond uit:
- 91,68% blanken
- 0,38% zwarten of Afrikaanse Amerikanen
- 1,29% inheemse Amerikanen
- 1,63% Aziaten
- 0,15% mensen afkomstig van eilanden in de Grote Oceaan
- 1,32% andere
- 3,56% twee of meer rassen
- 6,62% Spaans of Latino

Er waren 951 gezinnen en 731 families in Shingle Springs. De gemiddelde gezinsgrootte bedroeg 2,76.

## Plaatsen in de nabije omgeving
De onderstaande figuur toont nabijgelegen plaatsen in een straal van 24 km rond Shingle Springs.